# 10543 Klee
A 10543 Klee (ideiglenes jelöléssel 1992 DL4) a Naprendszer kisbolygóövében található aszteroida. Freimut Börngen fedezte fel 1992. február 27-én.
Nevét Paul Klee (1879 – 1940) svájci festő, grafikus után kapta.